# Sällskapet Skånsk Samling
Sällskapet Skånsk Samling (SSS) var en förening som grundades 1937 av läraren, författaren och hembygdsforskaren Ernfrid Tjörne (1891–1981). Föreningen hade Skåneland som verksamhetsområde. Föreningen hade som syfte att vårda Skånelands säregna natur och kultur, såväl andlig som materiell, bevara naturområden, historiska byggnader, fornlämningar med mera.
Vid mitten av 1950-talet hade föreningen omkring 500 medlemmar och kung Gustaf VI Adolf var en av medlemmarna. Sällskapet Skånsk Samling nådde vissa politiska framgångar på 50-talet. Föreningen påverkade läroplanen för grundskolan att särskilt nämna betydelsen av undervisning av dansk historia i Skåneland.
Den 29 april 2007 slogs Sällskapet Skånsk Samling ihop med Föreningen Skånelands Framtid och bildade den nya föreningen Skåneländsk Samling.